# John Clarke Moore
Pour l’article homonyme, voir Moore.
John Clarke Moore (21 septembre 1871-18 mai 1943) est un médecin et homme politique fédéral du Québec.

## Biographie
Né à Saint-Chrysostome dans la région de la Montérégie, John Moore étudie à l'école d'Huntingdon et à l'Université McGill. 
Élu député du Parti conservateur dans la circonscription fédérale de Châteauguay—Huntingdon en 1930, il est défait par le libéral Donald Elmer Black en 1935.